# Souraïde
Souraïde är en kommun i departementet Pyrénées-Atlantiques i regionen Nouvelle-Aquitaine i sydvästra Frankrike. Kommunen ligger i kantonen Espelette som tillhör arrondissementet Bayonne. År 2022 hade Souraïde 1 489 invånare.

## Befolkningsutveckling
Antalet invånare i kommunen Souraïde
| Referens: INSEE |